# オオシンジュガヤ
オオシンジュガヤ Scleria terrestris (L. 1924) はカヤツリグサ科の植物の1つ。シンジュガヤに似て、より大きくなる。

## 特徴
大型の多年生の草本。全体に質が硬い。地下には太くて短い根茎を持つ。花茎は背丈が60cmから高いものでは2mに達することもある。茎質は硬く、3つの稜があり、稜の上は逆向きにざらつく。茎から出る葉は茎の半ば付近に通常は3枚がやや寄り合って付き、硬くて茎よりも長く伸び、葉幅は5～12mm、先端は尖っている。葉身の基部は葉鞘となっていて茎を緩く堤、3つの稜には翼があるが、ないこともある。
花期は7～12月。花序は円錐状で茎の先端に出て、3～5個の分花序からなり、多数の小穂をつける。花序の柄は硬くてざらつく。雄小穂は披針形で長さ3～4mm、濃赤褐色に色づく。雌小穂は広卵形で柄がなく、長さ3.5～5mm。鱗片は狭卵形から卵形で、長さは3～4mm、濃紫褐色で先端は鋭く尖る。痩果は広卵形から球形で幅2.5mm、色は白から灰色で表面に光沢があり、やや平滑で、表面には不明瞭ながら隆起した部分が網状になっている。また細かい毛が痩果の表面に格子状に生えている。痩果の基板はその周囲が浅く3つに裂けており、その先端は鈍く尖っているか丸くなっていて、またその縁は少し厚くなっている。柱頭は3つに裂ける。

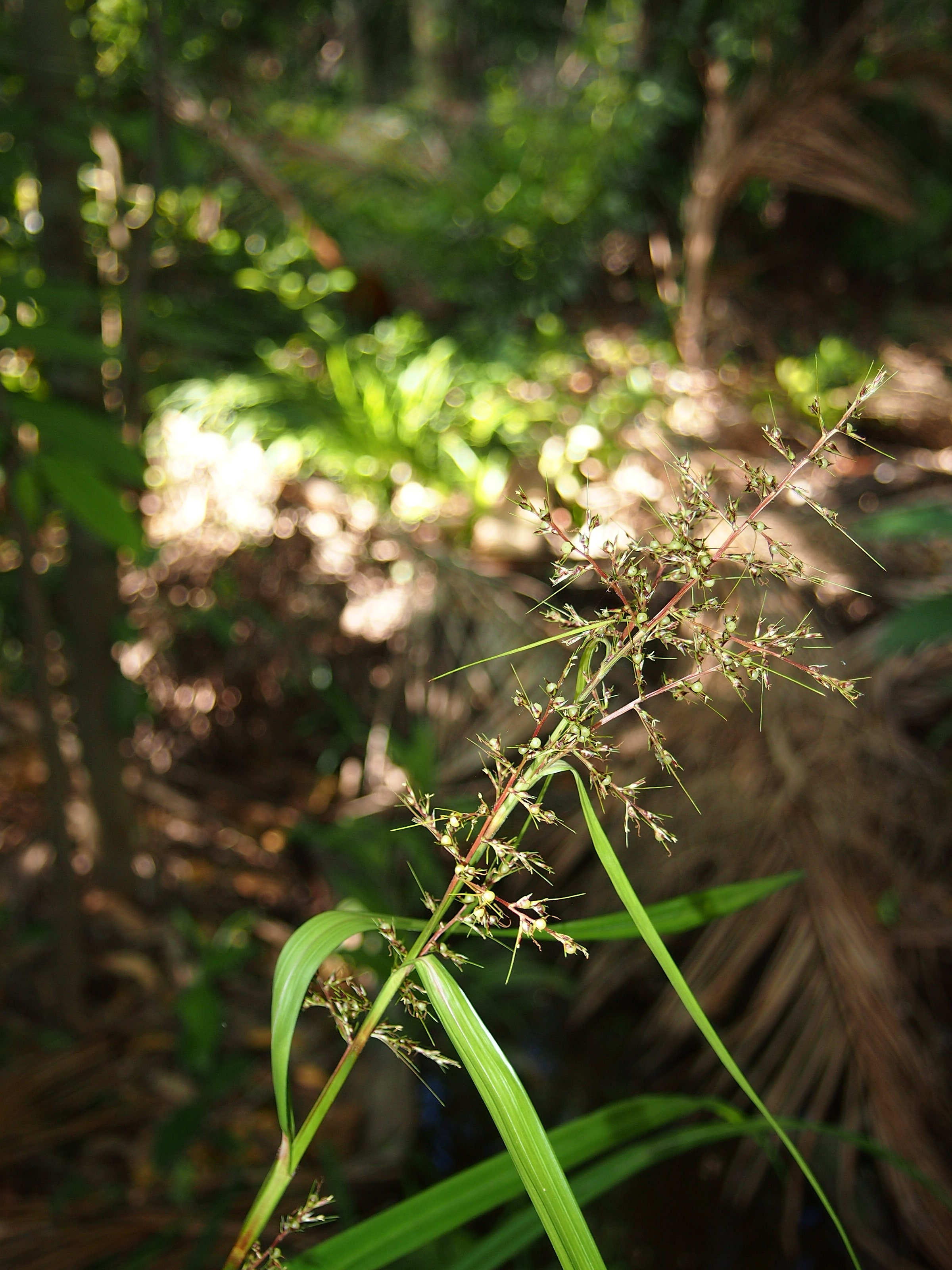
花序の拡大像

## 分布と生育環境
日本では種子島と屋久島、それに琉球列島に見られ、国外では台湾、中国南部、インドシナ、マレーシアからオーストラリアにまで分布する。
日当たりの良い草地に見られる。

## 分類、類似種など
シンジュガヤ属は世界の熱帯から亜熱帯を中心に約260種があり、日本には7種ほどが知られる。そのうちの4種は小柄な1年草で、根茎があってしっかりした茎を立てるのは本種を含んで3種だけである。そのうちクロミノシンジュガヤ S. sumatrensis は4mにも達する大型種で、痩果は暗灰色から褐色に色づき、また日本では大東諸島にのみ見られる。シンジュガヤ S. levis は茎の高さが時に120cmに達するが、通常は本種より小柄で、葉鞘には幅の広い翼がある。本種でも翼がある場合はあるが、それほど幅広くならず、ない場合も多い。また痩果の表面に格子状の紋がなく、基盤が3つに深く裂け、裂片の先端が尖る点でも異なる。この種は本州南岸以南に分布する。
なお、別属ではあるが、スゲ属のハナビスゲ Carex cruciata は本種に似ているとの声がある。確かに両種共に背丈が1mにもなる大柄な草で、質は硬くて茎葉がよく発達し、茎の先端に出る花序は円錐状になる点など共通しており、それに両種ともに果実が出来る時に白く丸くなる点も似ているが、本種の場合はそれは痩果であり、かなり硬い。それに対してハナビスゲでは白く見えるのは果胞が丸く膨らんで白くなることにより、触れれば潰れるくらいに柔らかい。いずれにしても細部を確かめれば混同するようのものではない。

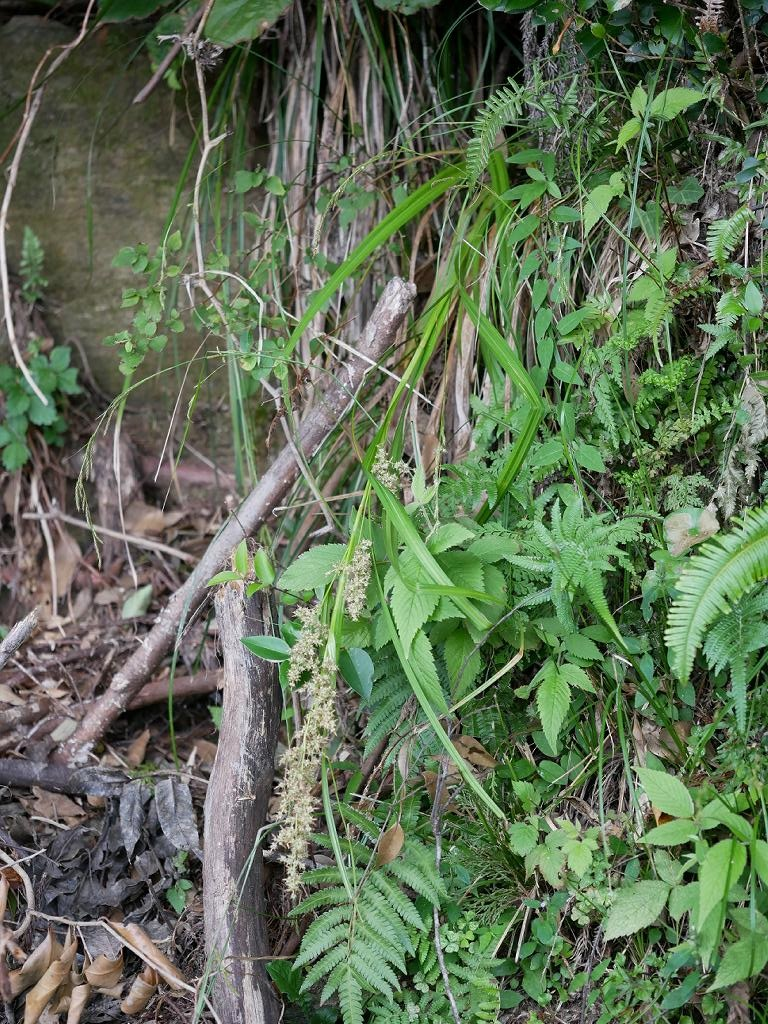
ハナビスゲ・全草
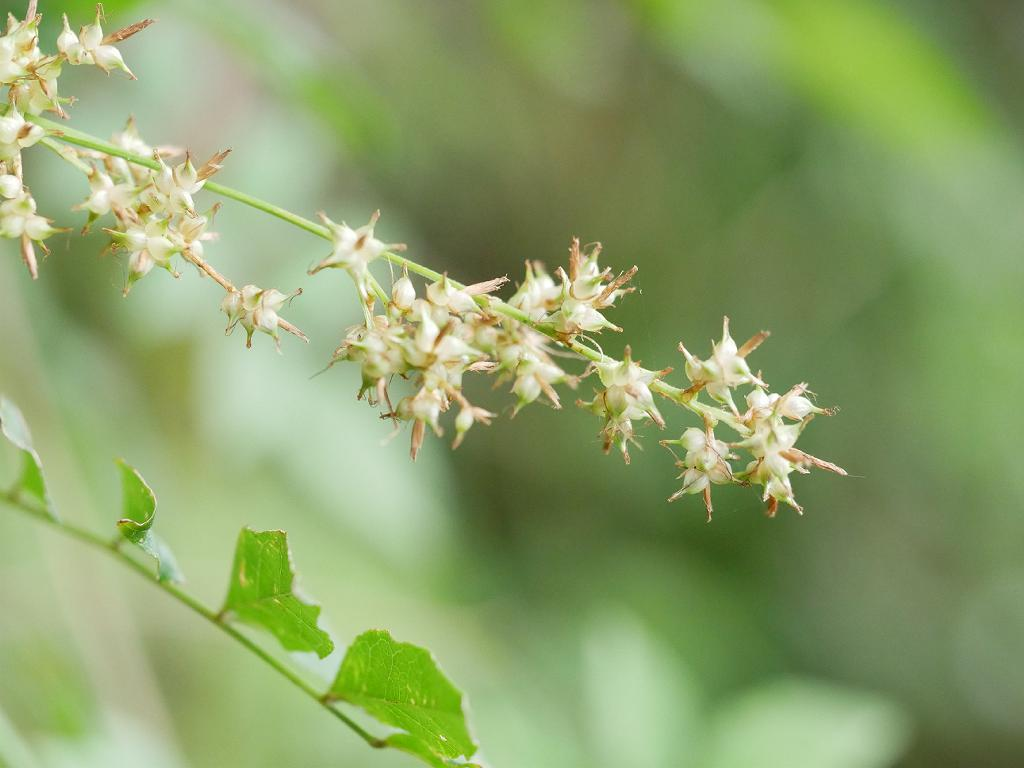
同・花序の様子

## 保護の状況
環境省のレッドデータブックには取り上げられておらず、県別では鹿児島県で準絶滅危惧の指定があるのみである。分布域では普通に見られるとの判断と思われる。